# Naoufel Ben Rabah
Naoufel Ben Rabah (* 18. November 1977 in Tunis) ist ein tunesischer Boxer.
Naoufel Ben Rabah wuchs in ärmlichen Verhältnissen mit vier weiteren Geschwistern in Tunis auf. Schon als Kind begann er zu boxen und konnte schon früh Erfolge vorweisen. Er boxte zunächst als Leichtgewichtsboxer in der tunesischen Nationalmannschaft und vertrat sein Land vom 10. bis 19. September 1999 bei den Panafrikanischen Spielen in Johannesburg, Südafrika. Er erlangte dort eine Silbermedaille und qualifizierte sich damit für die Olympiade in Sydney. Im Jahr 2000 reiste er mit der tunesischen Nationalmannschaft zu den Olympischen Sommerspielen in Sydney, wo er jedoch in der ersten Runde bereits ausschied. Dort verließ er seine Mannschaft und wurde Australier. Er kämpft heute für Australien und konnte im asiatischen und australischen Raum schon zahlreiche Siege verzeichnen.
Naoufel Ben Rabah ist derzeit in seiner Gewichtsklasse auf Rang 9 der WBO und lebt in Perth, Australien.

## Erfolge
- 1999: Silber bei den Panafrikanischen Spielen 1999
- Teilnahme bei den Olympischen Sommerspielen 2000